# جيمس هايلتون
جيمس هايلتون (بالإنجليزية: James Hylton)‏ هو سائق سيارة سباق أمريكي، ولد في 26 أغسطس 1934 في روانوك في الولايات المتحدة، وتوفي في 27 أبريل 2018 في مقاطعة فرانكلين في الولايات المتحدة بسبب حادث مرور.

## وصلات خارجية
- الموقع الرسمي
- جيمس هايلتون على موقع Racing-Reference.info (الإنجليزية)
- جيمس هايلتون على موقع DriverDB.com (الإنجليزية)